# Fazenda Santa Rita (Valença)
A Fazenda Santa Rita era uma fazenda cafeeira do século XIX, localizada em um ambiente privilegiado pela natureza. Situada em um vale com montanhas em seu entorno e  proximidades do Rio Bonito, ainda tem a vantagem de ter à sua frente a cachoeira de Santa Inácia.

## Histórico

### Contexto Histórico
A Fazenda Santa Rita surgiu no período em que as minas de ouro de São João d'El Rey já não tinham mais recursos a serem extraídos. Seus mineradores então, já enriquecidos, começaram a procurar outras regiões e outras atividades que garantissem a lucratividade. Foi assim que eles migraram para o Vale do Rio Paraíba do Sul e iniciaram suas atividades agrícolas. O café e a distribuição de sesmarias impulsionaram ainda mais a migração.

### Fundação
Era originalmente parte da sesmarias concedida em 1814 à José Pereira dos Santos. Por volta de 1840, os irmãos Cipriano, Joaquim e Bernardo Gomes Figueira, oriundos do município de São João d’El Rey, compraram partes da sesmarias dos herdeiros de José Pereira dos Santos. A porção de terras adquirida por Cipriano passou a ser chamada de Fazenda Santa Rita do Rio Bonito e já produzia café, porém em uma escala pequena.
Cipriano ampliou as plantações, construiu a nova casa, aumentou a produção de café adquiriu mais escravos e terras. Em 1856, Cipriano veio a falecer, ainda era jovem e solteiro sem filhos, ficando sua fazenda para seus sobrinhos. Seu irmão Bernardo assume a tutela de seus bens e ao falecer, a fazenda passa para sua filha Ana Umbelina que era casada com seu tio Joaquim, era muito comum os casamentos dentro da própria família como uma forma de preservar a fortuna. Uma vez que os filhos de Joaquim, sobrinhos de Cipriano e Ana, sobrinha de Cipriano por parte de Bernardo, eram os herdeiros, Joaquim assume os negócios, ampliando mais ainda a fazenda com a compra de sítios nos arredores.
Ao falecer, Ana e seu filho Bernardino ainda continuam na administração da fazenda até o final do século, transferindo depois para Francisco Bernardo da Luz Figueira, filho de Bernardo Gomes Figueira. Após a morte de Francisco, a fazenda é dividida entre seus herdeiros.
Em 1912, ela é adquirida por Brasílio Bressane, avô de Mariazinha Bressane, que foi adquirindo as outras partes da fazenda na década de 1980. À época a fazenda estava abandonada e ela foi recuperada e modificada para ser uma pousada, com elegantes suítes para dezoito hóspedes.

### Demolição
Em 2016, a fazenda foi adquirida por um advogado e a casa sede demolida. Como a edificação era tombada, o INEPAC deu queixa-crime na Polícia Civil.

## Conjunto Arquitetônico
A casa sede da Fazenda Santa Rita era um exemplar da arquitetura rural da época do apogeu do ciclo do café. Possuía planta no formato da letra 'L' (considerando a planta regular da casa e em anexo a tulha), à sua frente ficava o terreiro de secagem do café. Era uma edificação térrea, com porão alto, com telhado quatro águas, janelas de vergas retas, algumas no estilo guilhotina. Pelas características do casarão, conclui-se que a fazenda foi utilizada somente para trabalho e não para fins sociais.
Nos beiras de seu telhado, era possível identificar trechos com cimalha em madeira. Com relação à cobertura da antiga tulha, esta estava descaracterizada. As edificações sofreram sucessivas modificações para servir de moradia e depois também foi utilizada como um hotel.
A senzala e o engenho que outrora existiram, já em 2008 não podiam mais ser identificados, pois não ficaram vestígios no local e não existe informação histórica sobre eles.